# Kharkiv International 2018
Die Kharkiv International 2018 im Badminton fanden vom 29. August bis zum 2. September 2018 in Charkiw statt.

## Sieger und Platzierte
| Disziplin    | Gold                               | Silber                                 | Bronze                                  |
| ------------ | ---------------------------------- | -------------------------------------- | --------------------------------------- |
| Herreneinzel | Jan Louda                          | Ade Resky Dwicahyo                     |                                         |
| Herreneinzel | Jan Louda                          | Ade Resky Dwicahyo                     | Artem Pochtarev                         |
| Dameneinzel  | Özge Bayrak                        | Aliye Demirbağ                         | Irina Amalie Andersen                   |
| Dameneinzel  | Özge Bayrak                        | Aliye Demirbağ                         | Ksenia Polikarpova                      |
| Herrendoppel | Krishna Prasad Garaga Dhruv Kapila | Daniel Hess Johannes Pistorius         | Ivan Rusev Dimitar Yanakiev             |
| Herrendoppel | Krishna Prasad Garaga Dhruv Kapila | Daniel Hess Johannes Pistorius         | Rohan Kapoor Shivam Sharma              |
| Damendoppel  | Amanda Högström Clara Nistad       | Kristin Kuuba Kati-Kreet Marran        | Yuliya Kazarinova Elena Prus            |
| Damendoppel  | Amanda Högström Clara Nistad       | Kristin Kuuba Kati-Kreet Marran        | Simran Singhi Ritika Thaker             |
| Mixed        | Saurabh Sharma Anoushka Parikh     | Paweł Śmiłowski Magdalena Świerczyńska | Valeriy Atrashchenkov Yelyzaveta Zharka |
| Mixed        | Saurabh Sharma Anoushka Parikh     | Paweł Śmiłowski Magdalena Świerczyńska | Jakub Bitman Alžběta Bášová             |